# Hikaru Manabe
Hikaru Manabe (眞鍋 旭輝 Manabe Hikaru?), född 17 oktober 1997 i Kumamoto prefektur, är en japansk fotbollsspelare.
Manabe började sin karriär 2020 i Renofa Yamaguchi FC.